# Butler-volmer-vergelijking
De butler-volmer-vergelijking is genoemd naar de scheikundigen John Alfred Valentine Butler (1899-1977) en Max Volmer (1885-1965) en is van grote betekenis in de elektrochemie. De vergelijking beschrijft het wiskundig verband tussen de overpotentiaal (E−Eeq) en de stroomdichtheid aan een elektrode:
{\displaystyle i=i_{0}\cdot \exp \left[{\frac {(1-\alpha )\cdot n\cdot F}{R\cdot T}}\cdot (E-E_{\mathrm {eq} })\right]-i_{0}\cdot \exp \left[-{\frac {\alpha \cdot n\cdot F}{R\cdot T}}\cdot (E-E_{\mathrm {eq} })\right]}
Hierin zijn:
i: de stroomdichtheid (A m−2)
i0: de uitwisselingsstroomdichtheid (A m−2)
α: een dimensieloze symmetriefactor (tussen 0 en 1 en in het 'ideale' geval gelijk aan 0,5)
n: het aantal elektronen in de elektrodereactie
F: de faraday-constante
R: de gasconstante (8,314 J mol−1 K−1)
T: de temperatuur (K)
E: de elektrodepotentiaal (V)
Eeq: de evenwichtspotentiaal van de elektrode (V)
De stroomdichtheid is de stroomsterkte gedeeld door het actieve elektrode-oppervlak
In bovenstaande en navolgende vergelijkingen is de conventie toegepast, dat anodische stroom(dichtheden) als positief en kathodische stroom(dichtheden) als negatief worden genoteerd.

## Achtergrond

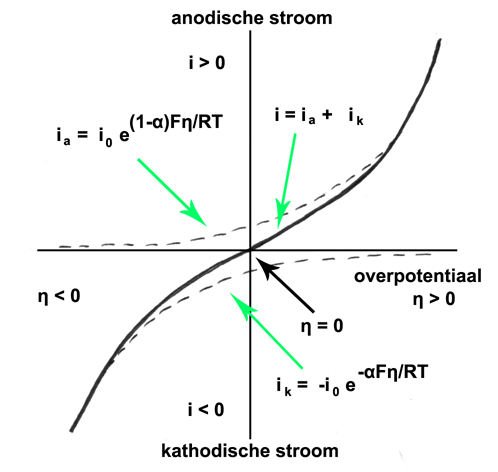
Diagram butler-volmer-vergelijking: stroomdichtheid als functie van de overpotentiaal η = E−E_{eq}. De stroomdichtheid is de som van de anodische stroomdichtheid i_{a} en de kathodische stroomdichtheid i_{k}.

De stroomdichtheid aan een elektrode is de optelsom van de stroomdichtheden van de anodische en de kathodische halfreacties. Beide halfreacties verlopen gelijktijdig en hun reactiesnelheid - en daarmee de bijbehorende stroomdichtheid - wordt bepaald door de elektrodepotentiaal.
De stroomdichtheid bestaat daarmee uit een anodische en een kathodische component (de anodische stroomdichtheid ia en de kathodische stroomdichtheid ik):
{\displaystyle i=i_{a}+i_{k}}
De eerste term van de butler-volmer-vergelijking beschrijft de anodische stroomdichtheid, de tweede term is de kathodische stroomdichtheid. Bij de evenwichtspotentiaal Eeq (in de figuur bij η = 0) is de grootte van beide stroomdichtheden ia en ik gelijk aan de uitwisselingsstroomdichtheid i0 en is de totale stroomdichtheid aan de elektrode nul; de elektrode is dan als het ware niet aangesloten.
De butler-volmer-vergelijking vindt zijn oorsprong in een afleiding uit de elektrolysewet van Faraday, welke kan worden geschreven als:
{\displaystyle i=n\cdot F\cdot v=n\cdot F\,(k_{\mathrm {ox} }\cdot c_{\mathrm {red} }-k_{\mathrm {red} }\cdot c_{\mathrm {ox} })}
Hierin staat {\displaystyle n} voor het aantal mol overgedragen elektronen per reactie en {\displaystyle v} voor de reactiesnelheidsvergelijking van de totale reactie. Deze kan worden uitgeschreven als de evenwichtsreactie tussen oxidatie en reductie, waarbij de k-waarden de reactiesnelheidscoëfficiënten voorstellen en de c-waarden de concentratie van ofwel de oxidator of reductor in de elektrolyt. Toen Butler en Volmer in de jaren 30 van de twintigste eeuw de butler-volmer-vergelijking afleiden, gingen zij ervan uit dat de reactiesnelheidscoëfficiënten voldoen aan de arrhenius-vergelijking. De activeringsenergieën voor de oxidatie en reductiereacties beschreven zij als hebbende een lineaire afhankelijkheid van de elektrodepotentiaal {\displaystyle E}:
{\displaystyle \Delta G_{\mathrm {ox} }^{\mathrm {act} }(E)=\Delta G_{\mathrm {ox} }^{\mathrm {act} }(E^{0})-(1-\alpha )\,n\cdot F\,(E-E_{\mathrm {eq} })}
{\displaystyle \Delta G_{\mathrm {red} }^{\mathrm {act} }(E)=\Delta G_{\mathrm {ox} }^{\mathrm {act} }(E^{0})+\alpha \cdot n\cdot F\,(E-E_{\mathrm {eq} })}
Hierin staat {\displaystyle \alpha } voor de dimensieloze symmetriefactor (of formeler gezegd de overdrachtscoëfficiënt), zoals eerder genoemd. Met deze afhankelijkheden in acht genomen volgt volgens de vergelijking van Arrhenius voor de eerder vermelde k-waarden:
{\displaystyle k_{\mathrm {ox} }=k_{s}\cdot \exp \left[{\frac {(1-\alpha )\cdot n\cdot F}{R\cdot T}}\cdot (E-E_{\mathrm {eq} })\right]}
{\displaystyle k_{\mathrm {red} }=k_{s}\cdot \exp \left[{\frac {-\alpha \cdot n\cdot F}{R\cdot T}}\cdot (E-E_{\mathrm {eq} })\right]}
De grootheid {\displaystyle k_{s}} is de standaard heterogene snelheidscoëfficiënt en bevat de activeringsenergie als:
{\displaystyle k_{s}=A\,\exp \left[{\frac {-\Delta G_{\mathrm {ox} }^{\mathrm {act} }(E^{0})}{R\cdot T}}\right]=A\,\exp \left[{\frac {-\Delta G_{\mathrm {red} }^{\mathrm {act} }(E^{0})}{R\cdot T}}\right]}
Het invullen van deze k-waarden in de eerder gegeven uitdrukking van de wet van Faraday levert:
{\displaystyle i=n\cdot F\cdot k_{s}\,\left(c_{\mathrm {red} }\,\exp \left[{\frac {(1-\alpha )\cdot n\cdot F}{R\cdot T}}\cdot (E-E_{\mathrm {eq} })\right]-c_{\mathrm {ox} }\,\exp \left[{\frac {-\alpha \cdot n\cdot F}{R\cdot T}}\cdot (E-E_{\mathrm {eq} })\right]\right)}
Dit kan equivalent geschreven worden als:
{\displaystyle i=i_{0}\cdot \exp \left[{\frac {(1-\alpha )\cdot n\cdot F}{R\cdot T}}\cdot (E-E_{\mathrm {eq} })\right]-i_{0}\cdot \exp \left[-{\frac {\alpha \cdot n\cdot F}{R\cdot T}}\cdot (E-E_{\mathrm {eq} })\right]}
Waarbij de uitwisselingsstroomdichtheid {\displaystyle i_{0}} dus gedefinieerd is als:
{\displaystyle i_{0}=n\cdot F\cdot k_{s}\,(c_{\mathrm {red} })^{\alpha }(c_{\mathrm {ox} })^{1-\alpha }}

## Hoge anodische en kathodische overpotentiaal
Bij een voldoende grote anodische overpotentiaal (E>>Eeq) kan de kathodische stroomdichtheid worden verwaarloosd ten opzichte van de anodische component. De butler-volmer-vergelijking kan dan worden vereenvoudigd tot:
{\displaystyle i=i_{0}\cdot \exp \left[{\frac {(1-\alpha )\cdot n\cdot F}{R\cdot T}}\cdot (E-E_{\mathrm {eq} })\right]}
Door van deze vergelijking links en rechts de natuurlijke logaritme te nemen, ontstaat de tafel-vergelijking.
Analoog hieraan geldt bij een voldoende grote kathodische overpotentiaal (E<<Eeq):
{\displaystyle i=-i_{0}\cdot \exp \left[-{\frac {\alpha \cdot n\cdot F}{R\cdot T}}\cdot (E-E_{\mathrm {eq} })\right]}
Ook deze vergelijking kan worden omgewerkt tot de tafel-vergelijking voor de kathodische reactie.

## Lage overpotentiaal
Voor de functie ex geldt bij een voldoende kleine absolute waarde van x:
{\displaystyle e^{x}=1+x}
Bij E ≈ Eeq, kan de butler-volmer-vergelijking daarom worden benaderd met:
{\displaystyle i=i_{0}\cdot {\frac {n\cdot F}{R\cdot T}}\cdot (E-E_{\mathrm {eq} })}
Het verband tussen de stroomdichtheid i en de overpotentiaal E − Eeq is dan rechtevenredig met richtingscoëfficiënt rc:
{\displaystyle rc=i_{0}\cdot {\frac {n\cdot F}{R\cdot T}}}